# サン・サルヴァトーレ・テレジーノ
サン・サルヴァトーレ・テレジーノ（イタリア語: San Salvatore Telesino）は、イタリア共和国カンパニア州ベネヴェント県にある、人口約4,100人の基礎自治体（コムーネ）。

## 地理

### 位置・広がり
ベネヴェント県のコムーネ。県都ベネヴェントから西北西へ27kmの距離にある。

#### 隣接コムーネ
隣接するコムーネは以下の通り。
- アモロージ
- カステルヴェーネレ
- ファイッキオ
- プリアネッロ
- サン・ロレンツェッロ
- テレーゼ・テルメ

## 行政

### 分離集落
サン・サルヴァトーレ・テレジーノには、以下の分離集落（フラツィオーネ）がある。
- Banca, Casale, Cese San Manno, Epitaffio, Telese Vetere